# Tarhuna
Tarhuna o Tarhunah (en árabe: ترهونة‎), es una ciudad a 80 km al sureste de Trípoli, Libia, en el distrito de Al Murgub. La ciudad debe su nombre a la denominación de sus habitantes de la época prerromana, los bereberes. La ciudad era conocida como al-Boirat desde el siglo XIX hasta mediados del XX, pero asumió su nombre actual después de la independencia de Libia.
La ciudad, incluyendo Msillata, tenía una población urbana de alrededor de 296 000 hab. (est. 2003).  Tarhuna es un importante productor de aceite de oliva, cereales, higos, uvas, esparto y varias nueces.

## Historia
En el centro de la ciudad de Tarhuna, justo enfrente de la mezquita Tarhuna, hay un monumento a Ali Swidan Alhatmy que era un héroe de la batalla de 18 de junio de 1915 de El-Shqiga contra los italianos. Fue capturado en 1922 y ahorcado por los italianos en la plaza del pueblo.

## Cultura y Educación
La Facultad de Derecho de la Universidad de Al Nasser está situada al norte de la ciudad.